# Without the Grail
Without the Grail es una película para la televisión de 1960, dirigida por Donald McWhinnie, que a su vez se encargó de la producción, escrita por Giles Cooper y los protagonistas son Michael Hordern, Sean Connery y Jacqueline Chan, entre otros. El filme fue realizado por British Broadcasting Corporation (BBC), se estrenó el 13 de septiembre de 1960.

## Sinopsis
Innes Corrie (Sean Connery) es un agente que tiene como objetivo investigar al loco propietario de una plantación de té (Michael Hordern), sospechoso de manejar su plantación como si estuviera en la Edad Media.